# Tinne Hoff Kjeldsen

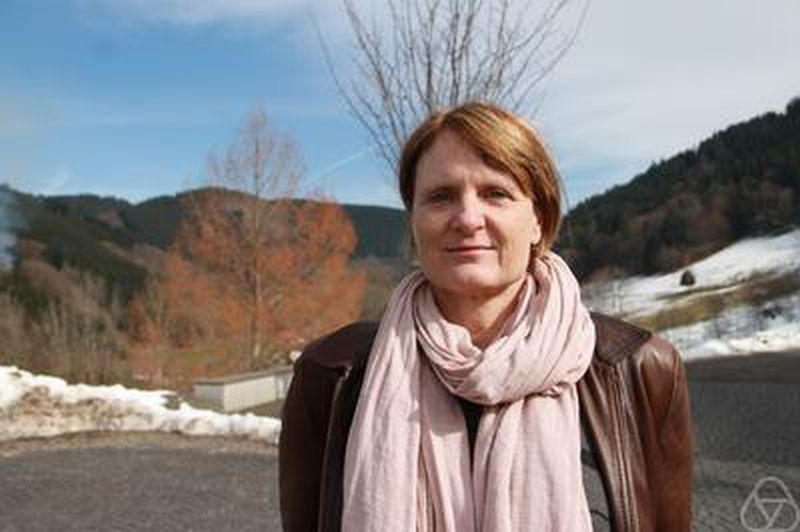
Tinne Hoff Kjeldsen, Oberwolfach 2013

Tinne Hoff Kjeldsen ist eine dänische Mathematikhistorikerin und Mathematikpädagogin. Sie ist Professorin an der Universität Roskilde und an der Universität Kopenhagen.
Sie wurde 1999 an der Universität Roskilde bei Anders Hede Madsen promoviert (En kontekstualiseret matematikhistorisk analyse af ikke-lineær programmering: udviklingshistorie og multipel opdagelse).
Sie befasste sich mit Geschichte der mathematischen Optimierung (Lineare Programmierung und nichtlineare Programmierung, Operations Research) sowie mit Geschichte der konvexen Geometrie (Hermann Minkowski im Rahmen der Geometrie der Zahlen). Außerdem befasst sie sich mit dem mathematikhistorischen Zugang zur Mathematikpädagogik, mathematischer Modellierung und Philosophie der Mathematik.
2012 wurde sie Fellow der American Mathematical Society.
2010 war sie eingeladene Sprecherin auf dem Internationalen Mathematikerkongress in Hyderabad (History of convexity and mathematical programming: connections and relationships in two episodes of research in pure and applied mathematics of the 20th century).

## Schriften
- The Early History of the Moment Problem, Historia Mathematica, Band 20, 1993, S. 19–44.
- A Contextualized Historical Analysis of the Kuhn-Tucker Theorem in Nonlinear Programming: The Impact of World War II, Historia Mathematica, Band 27, 2000, S. 331–361.
- The Emergence of Nonlinear Programming: Interactions between Practical Mathematics and Mathematics Proper, The Mathematical Intelligencer, Band 22, 2000, S. 50–54.
- John von Neumann’s Conception of the Minimax Theorem: A Journey Through Different Mathematical Contexts, Archive for History of Exact Sciences, Band 56, 2001, S. 39–68.
- Different Motivations and Goals in the Historical Development of the Theory of Systems of Linear Inequalities, Archive for History of Exact Sciences, Band 56, 2002, S. 469–538.
- New Mathematical Disciplines and Research in the Wake of World War II, in Bernhelm Booß-Bavnbek, Jens Høyrup (Hrsg.) Mathematics and War, Birkhäuser 2003, S. 126–152.
- Fenchel’s Dualitätssatz (Dänisch), Matilde - Newsletter of the Danish Mathematical Society, Band 15, 2003, S. 14–17.
- Herausgeberin mit Stig Andur Pedersen, Lise Mariane Sonne-Hansen: New trends in the history and philosophy of mathematics, Odense: Syddansk Universitetsforlag 2004
- The Development of Nonlinear Programming in Post War USA: Origin, Motivation, and Expansion, in: H. B. Andersen, F. V. Christiansen, K. F. Jörgensen, V. Hendricks (Hrsg.) The Way Through Science and Philosophy: Essays in Honour of Stig Andur Pedersen, College Publications, London, 2006, S. 31–50.
- Albert W. Tucker, in Noretta Koertge (ed.) The New Dictionary of Scientific Biographies, Band 7, Charles Scribner’s Sons, Detroit, 2008, S. 80–82.
- From Measuring Tool to Geometrical Object: Minkowski’s Development of the Concept of Convex Bodies, Archive for History of Exact Sciences, Band 62, 2008, S. 59–89.
- Operations Research and Mathematical Programming: From War to Academia - A Joint Venture, in: Vagn Lundsgaard Hansen, Jeremy Gray (Hrsg.), History of Mathematics, in: Encyclopedia of Life Support Systems (EOLSS) 2008
- Egg-forms and Measure Bodies: Different Mathematical Practices in the Early History of the Development of the Modern Theory of Convexity, Science in Context, Band 22, 2009, S. 85–113.
- Abstraction and application: new contexts, interpretations in twentieth-century mathematics, in Eleanor Robson, Jacqueline Stedall (Hrsg.): The Oxford Handbook of the History of Mathematics, New York, Oxford University Press, 2009, S. 755–778
- A History of the Minimax Theorem: a journey through different mathematical contexts, in Daniel Beckers, Katja Peters, Carsten Vollmers (Hrsg.), 9. Novembertagung zur Geschichte der Mathematik, Nijmegen, 1999, S. 32–38
- mit Giorgio Giorgi (Hrsg.): Traces and Emergence of Nonlinear Programming, Birkhäuser 2014
- Hvad er Matematik, Akademisk Forlag 2011